# Alvan Cullem Gillem
Alvan Cullem Gillem (29 juillet 1830 – 2 décembre 1875) est un général de l'armée de l'Union pendant la guerre de Sécession. Bien que né dans le Sud, il reste fidèle au gouvernement fédéral et combat lors de plusieurs batailles sur le théâtre occidental avant de commander des troupes d'occupation dans le Mississippi et l'Arkansas au cours de la période de reconstruction. Plus tard, il joue un rôle de premier plan lors de la guerre des Modocs en 1873.

## Avant la guerre
Gillem naît à Gainesboro dans le  comté de Jackson, au Tennessee, le fils de Samuel Gillem. En 1851, il est diplômé onzième de sa promotion de l"académie militaire de West Point et est affecté comme second lieutenant dans l'artillerie. Il est bientôt envoyé sur le front en Floride pour servir dans une batterie lors de la troisième guerre Séminole jusqu'en 1852. Il est ensuite réaffecté sur la frontière du Texas à la suite de la guerre.

## Guerre de Sécession
Avec le déclenchement de la guerre de Sécession, Gillem devient capitaine le 14 mai 1861, servant initialement sous les ordres de George H. Thomas. Gillem est chef quartier maître de l'armée de l'Ohio lors de plusieurs campagnes au Tennessee et est breveté commandant pour acte de bravoure lors de la bataille de Mill Springs. Il est nommé colonel du 10th Tennessee Infantry en mai 1862 et sert pendant un temps comme prévôt marshall de Nashville au cours de l'occupation fédérale de la ville.
À partir du 1er juin 1863, jusqu'à la fin de la guerre, avec le grade de brigadier général des volontaires, il est actif dans le Tennessee, où il est adjudant-général. Il commande les troupes qui gardent Nashville et le chemin de fer au nord-ouest de juin 1863, jusqu'en août 1864. Lors une campagne visant à protéger les montagnards fidèles dans l'est du Tennessee, ses troupes surprennent et tuent le général confédéré John H. Morgan à Greeneville, le 4 septembre 1864. Opérant plus tard dans l'année, près de Marion, en Virginie, l'action de Gillem est performante dans le combat contre les confédérés et est de nouveau reconnue pour acte de bravoure ; il est breveté colonel dans l'armée régulière.
Gillem est vice-président de la convention (9 janvier 1865) pour la révision de la constitution de l'État du Tennessee, et siège lors de la première assemblée législative élue par la suite. Par la suite, Gillem commande la cavalerie de l'Union dans l'est du Tennessee, et participe à une expédition en Caroline du Nord qui aboutit à la capture de Salisbury. Pour cette action, il est breveté major-général dans l'armée des volontaires, sa troisième citation au cours de la guerre.

## Après la guerre
Après la guerre, en janvier 1866, Gillem reçoit le commandement du quatrième district militaire, dont le quartier général est à Vicksburg, Mississippi et composé des forces d'occupation fédérales dans le Mississippi et l'Arkansas. Il quitte l'armée des volontaires, et est nommé colonel dans l'armée régulière, le 28 juillet 1866. Gillem supervise le district jusqu'en 1868. Il se querelle souvent avec les républicains radicaux au congrès des États-Unis à propos de son traitement indulgent des ex-soldats confédérés dans son district.
Quand Ulysse S. Grant assume la présidence en 1869, Gillem est retiré du quatrième district militaire pour y placer l'ami personnel de Grant, Edward Ord. Il est réaffecté au Texas, et plus tard en Californie, où il est important lors des opérations militaires contre les indiens Modoc en 1873. Il est engagé dans l'attaque à Lava Beds, le 15 avril 1873. Toutefois, certains de ses hommes sont surpris et complètement battus, le 26 avril lors de la bataille de Sand Butte, perdant plus de 40 % de leur force. À la suite du soi-disant « massacre de Thomas-Wright », beaucoup appellent au remplacement du colonel Gillem. Le 2 mai, le nouveau commandant du département de Columbia, le brigadier général Jefferson C. Davis relève officiellement Gillem de son commandement, et prend personnellement le contrôle de l'armée sur le terrain.
En 1875, Gillem tombe gravement malade et retourne chez lui dans le Tennessee pour recouvrer la santé. Toutefois, il meurt dans la maison de repos du soldat près de Nashville à l'âge relativement jeune de 45 ans. Il est enterré dans le cimetière Mount Olivet de la ville.

## Généalogie
Gillem a épousé Margaret Jones (1838-1878) le 23 juillet 1855. 
Ils ont eu deux enfants :
1) Jennie Jones Gillem (1859-1884). Elle a épousé John Donnell, devenant Jennie Jones Gillem Donnell. Elle a eu un enfant qui est mort huit jours après sa naissance.
1a) Alvan Cullem Gillem Donnell (1881-1881).
2) Alvin Cullom Gillem, Sr (1865-1935). Il a d'abord reçu une commission de capitaine des volontaires des États-Unis dans le 1st Tennessee Infantry en 1898. Plus tard, il a pris sa retraite comme colonel de la cavalerie de l'armée américaine. Il a épousé Bessie Coykendall, qui est devenue Bessie Coykendall Gillem. Ils ont 3 (probablement) enfants.